# 줄리아나 도널드
줄리아나 도널드(Juliana Donald, 1964년 1월 1일 ~ )는 미국의 배우, 가수, 성우, 희극 배우, 영화배우이다.
워싱턴 D.C.에서 태어났다.

## 영화
- 시빌 액션 (1998년)
- 도박사 4 (1991년)
- 드라그넷 (1987년)
- 카이로의 붉은 장미 (1985년)
- 머펫, 뉴욕을 점령하다 (1984년)